# Oratorio della Madonna della Ferruzza

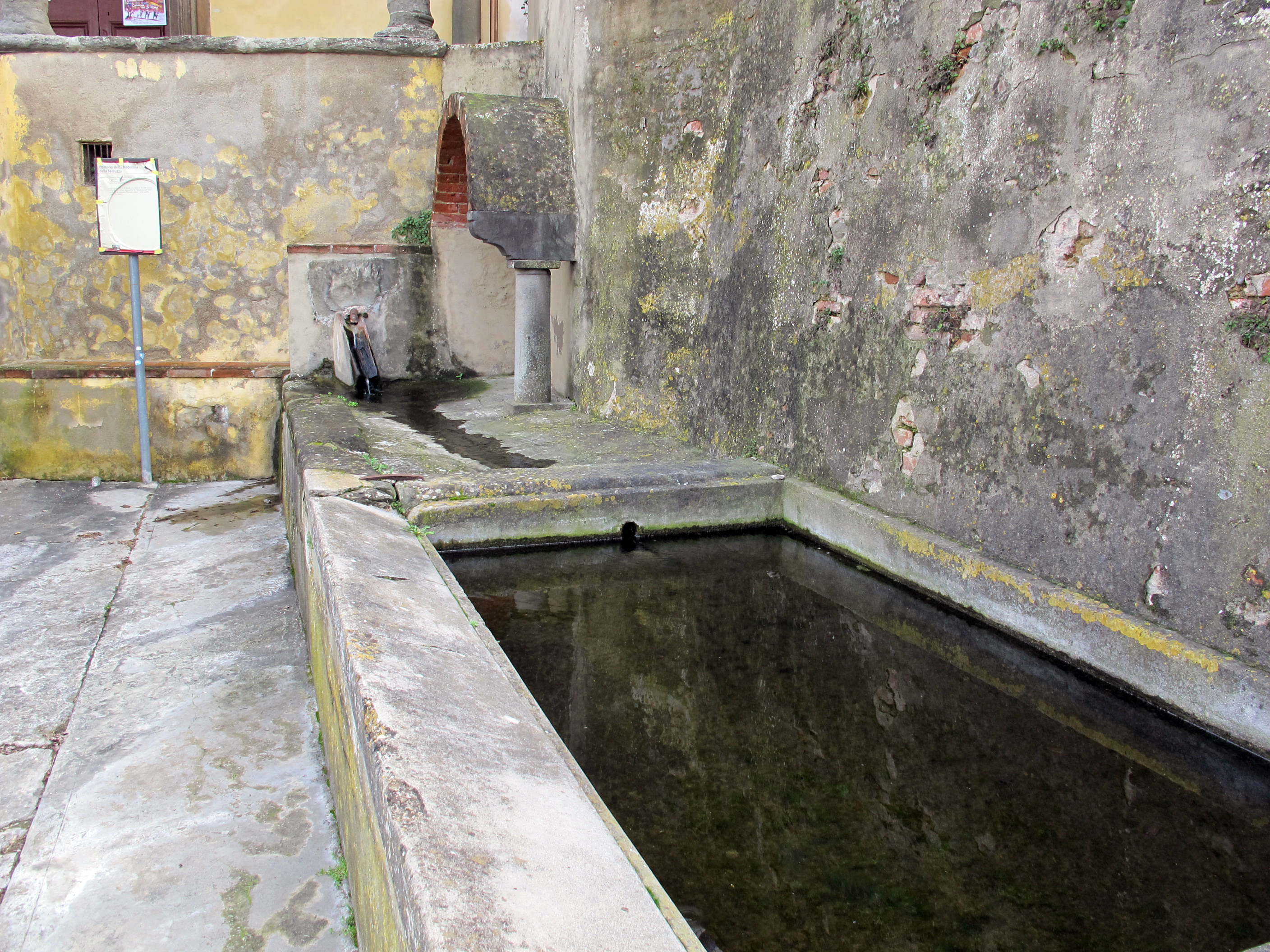
La fonte

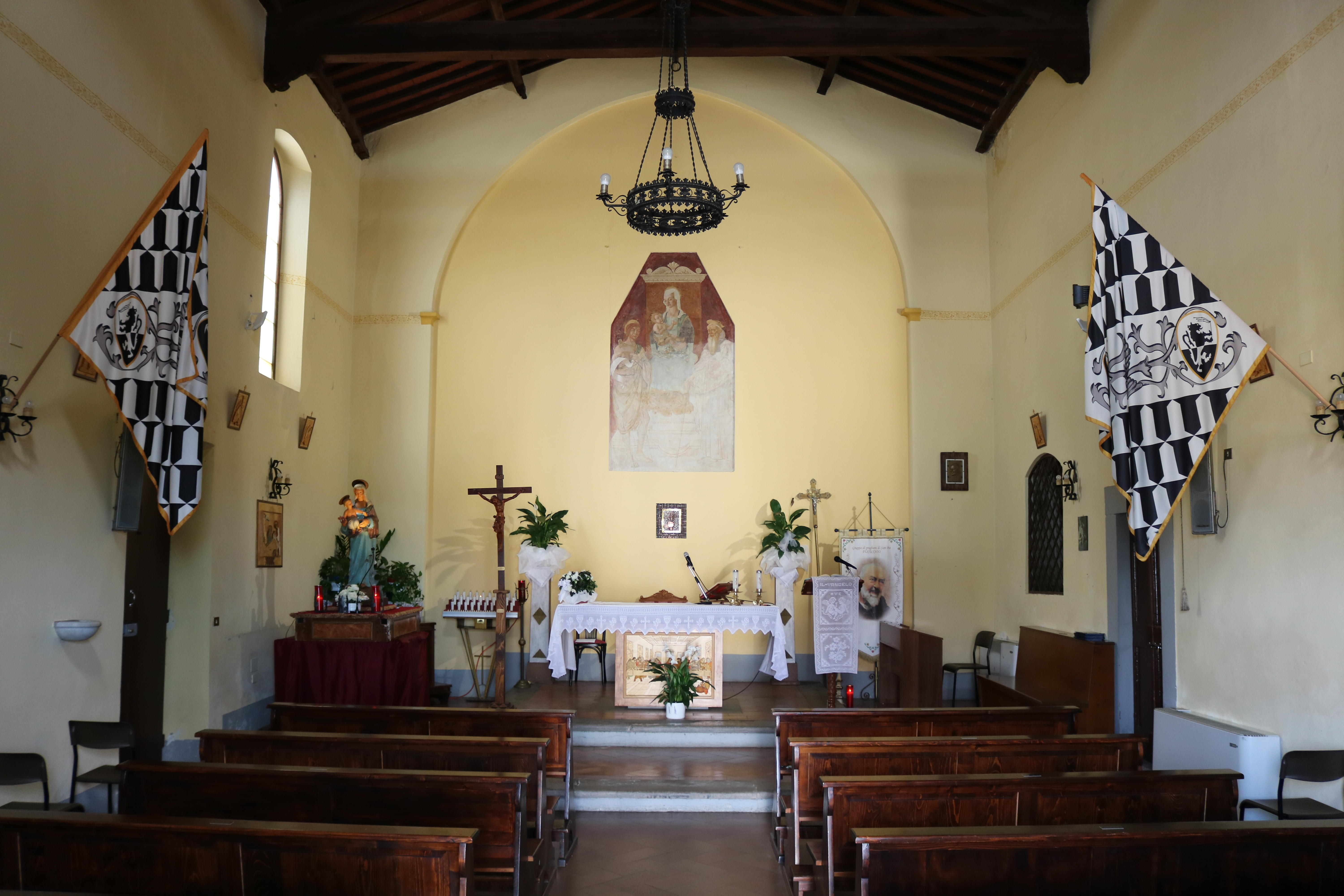
Interno della chiesa

L'oratorio della Madonna della Ferruzza si trova in via della Vecchia Ferruzza nel comune di Fucecchio, nel territorio della Città Metropolitana di Firenze

## Storia e descrizione
Nel 1473 il podestà Antonio Ferrucci, all'epoca podestà di Fucecchio per conto di Firenze, fece costruire una fonte cosiddetta poi "nuova" ed un tabernacolo, per opera del maestro lombardo Pietro di Simone, dedicato alla Madonna, che dal podestà si denominò della Vergine ‘Ferruccia’. La Fonte fu detta “Nuova”, perché si contrapponeva ad fonte una più antica, esistente in questa zona fin dal XIII secolo e che corrispondeva molto probabilmente con l’attuale “Fontina” (Via della Fontina). Questa fonte più antica era anche detta “Peruzza”, avendo preso il nome da tale Peruzzo, vissuto nella prima metà del Duecento. Evidentemente in epoca moderna, probabilmente nel Seicento, a causa della loro somiglianza, i due nomi erano stati fusi nell'unico nome attuale: “Ferruzza”. Nel tabernacolo fu fatto realizzare un affresco con la figura della Vergine Maria. 
Come si può leggere da una delibera del Comune, all'immagine della Madonna della Ferruzza furono attribuiti molti miracoli che aveva cominciato a fare il giorno 3 di gennaio 1502. Il comune stabilisce che quel giorno deve essere celebrato attraverso una festa, una messa solenne, una processione e un'offerta di lire 10, ma solo nel 1548 il giorno dedicato alla Vergine diventerà festivo. Successivamente la Madonna della Ferruzza verrà festeggiata il 15 di Agosto, anche se ancora oggi i festeggiamenti avvengono tra agosto e settembre e si concludono la prima domenica di Settembre.
Il prolungato contatto ravvicinato con l'acqua dovette causare presto problemi di deterioramento dell'affresco, ai quali si cercò di riparare in un primo momento con una protrezione e successivamente con lo spostamento della parte di muro con l'affresco in luogo più elevato, attorno al quale fu eretto un primo oratorio, forse su uno precedente medievale, nel 1504 - 1505. Un secondo, più grande oratorio fu poi realizzato tra il 1518 e il 1533.
L’edificio rimase a lungo sotto il patronato del Comune di Fucecchio, sia pure dipendendo dalla Collegiata di San Giovanni Battista. Intorno all’oratorio si formò anche una confraternita di laici (la Compagnia della Ferruzza), che organizzavano processioni e collaboravano con il Comune per la manutenzione della Chiesa. 
Nella chiesa, officiata dal cappellano della Collegiata, vengono celebrate una Messa nei giorni festivi, le funzioni notturne del Maggio, matrimoni, funerali, oltre ai già citati festeggiamenti nella prima settimana di Settembre. Inoltre l’oratorio viene utilizzato dalla Contrada Ferruzza per le sue celebrazioni ufficiali, soprattutto nella settimana del Palio di Fucecchio. Il sabato pomeriggio precedente al palio benedice qui le insegne ufficiali; La domenica del Palio benedice qui il fantino prima della Corsa. La Contrada Ferruzza poi utilizza la fonte ai piedi della Chiesa per battezzare i suoi contradaioli, manifestazione che avviene il sabato precedente al Palio, dopo la benedizione delle insegne.
L'edificio religioso presenta in facciata un aggraziato portico seicentesco. L'interno ad aula unica custodisce, dietro all'altare, un affresco raffigurante la Madonna col Bambino e ai lati Sant’Antonio e San Giovanni che, per i ricordati e documentati antichi problemi di umidità si è conservato parzialmente solo nella parte centrale e nella parte alta, mentre alla base è stato sottoposto a un rifacimento novecentesco che ne restituisce la composizione. L'opera doveva essersi già molto deteriorata nel Seicento, quando Alessandro Rosi realizzò una tela a coprire buona parte dell'affresco mancante, raffigurante I santi Giovanni Battista e Benedetto, oggi al Museo civico. Già attribuito ad Andrea del Castagno, ad Alesso Baldovinetti e, più recentemente, a Filippino Lippi, l'affresco va ricondotto alla mano di Giovanni di Piamonte.